# Torneio de Roland Garros de 1986
O Torneio de Roland Garros de 1986 foi um torneio de tênis disputado nas quadras de saibro do Stade Roland Garros, em Paris, na França, entre 26 de maio e 8 de junho. Corresponde à 19ª edição da era aberta e à 85ª de todos os tempos.

## Finais

### Profissional
| Categoria | Evento    | Campeã(s)(o/ões)                     | Vice-campeã(s)(o/ões)                    | Resultado                  | Chave(s)  | Chave(s)       |
| --------- | --------- | ------------------------------------ | ---------------------------------------- | -------------------------- | --------- | -------------- |
| Simples   | Masculino | Ivan Lendl                           | Mikael Pernfors                          | 6–3, 6–2, 6–4              | principal | qualificatório |
| Simples   | Feminino  | Chris Evert                          | Martina Navrátilová                      | 2–6, 6–3, 6–3              | principal | qualificatório |
| Duplas    | Masculino | John Fitzgerald Tomáš Šmíd           | Stefan Edberg Anders Järryd              | 6–3, 4–6, 6–3, 46–7, 14–12 | principal | principal      |
| Duplas    | Feminino  | Martina Navrátilová Andrea Temesvári | Steffi Graf Gabriela Sabatini            | 6–1, 6–2                   | principal | principal      |
| Duplas    | Misto     | Kathy Jordan Ken Flach               | Rosalyn Fairbank Nideffer Mark Edmondson | 3–6, 7–63, 6–3             | principal | principal      |

### Juvenil
| Categoria | Evento    | Campeã(s)(o/ões)                    | Vice-campeã(s)(o/ões) | Resultado     | Chave(s)  | Chave(s)       |
| --------- | --------- | ----------------------------------- | --------------------- | ------------- | --------- | -------------- |
| Simples   | Masculino | Guillermo Pérez-Roldán              | Stéphane Grenier      | 4–6, 6–3, 6–2 | principal | qualificatório |
| Simples   | Feminino  | Patricia Tarabini                   | Nicole Provis         | 6–3, 6–3      | principal | qualificatório |
| Duplas    | Masculino | Franco Davín Guillermo Pérez-Roldán |                       |               | principal | principal      |
| Duplas    | Feminino  | Leila Meskhi Natasha Zvereva        |                       |               | principal | principal      |